# Krystyna Zgierska
Krystyna Zgierska (ur. 26 września 1967) – polska lekkoatletka, specjalizująca się w rzucie oszczepem, medalistka mistrzostw Polski.

## Kariera sportowa
Była zawodniczką Gryfa Słupsk, jej trenerem była Ewa Grecka.
Na mistrzostwach Polski seniorek na otwartym stadionie zdobyła jeden medal w rzucie oszczepem - brązowy w 1987. W tym samym roku została też młodzieżową mistrzynią Polski. Jej karierę przerwał wypadek samochodowy, po którym nie powróciła do sportu.
Rekord życiowy w rzucie oszczepem: 54,78 (19.09.1987).